# Tiaropsidae
Tiaropsidae är en familj av nässeldjur. Tiaropsidae ingår i ordningen Hydroida, klassen hydrozoer, fylumet nässeldjur och riket djur.
Familjen innehåller bara släktet Tiaropsis.